# Albert Salmi
Albert Salmi (11 de marzo de 1928 - 22 de abril de 1990) fue un actor de teatro, cine y televisión de nacionalidad estadounidense.

## Biografía
Albert Salmi nació en el barrio de Brooklyn, en la ciudad de Nueva York, en el seno de una familia de inmigrantes finlandeses. Tras un período en el Ejército de los Estados Unidos, retomó su carrera estudiando el sistema de actuación llamado El Método con Lee Strasberg. 
En 1955, Salmi protagonizó la obra Bus Stop en el circuito de Broadway, participando en la gira de la obra y enamorándose y casándose con la antigua estrella infantil Peggy Ann Garner el 16 de mayo de 1956. El matrimonio tuvo una única hija, Catherine Ann Salmi, fallecida en 1995, a los 38 años de edad, a causa de una dolencia cardiaca.
Salmi debutó en el cine con el papel de Smerdiakov en el film de 1958 Los hermanos Karamázov, con Yul Brynner, Lee J. Cobb, William Shatner, y Richard Basehart. La siguiente película de Salmi fue The Bravados, producción en la cual encarnaba a uno de los malvados cazados por Gregory Peck.  Por su actuación en ambos filmes, la National Board of Review premió a Salmi con el premio NBR al mejor actor de reparto.
En el ámbito televisivo tuvo varios papeles memorables en la serie The Twilight Zone, en los episodios "Of Late I Think of Cliffordville", "A Quality of Mercy" y "Execution". Entre sus actuaciones para la TV figuran las siguientes: papel del pirata Alonzo P. Tucker en Perdidos en el Espacio; actuación en un episodio de Gunsmoke encarnando a un asesino; papel de forajido convertido en fraile franciscano en un episodio de El virginiano;  en un capítulo de 1960 de Have Gun – Will Travel interpretó a un intrépido sacerdote. Otras producciones en las cuales trabajó fueron Naked City, Combat!, Bonanza, The Big Valley, The Legend of Jesse James, Custer, Petrocelli, The Eleventh Hour, The Road West, Knight Rider, Tierra de Gigantes, Alfred Hitchcock Presents (episodio The Jokester) y otras muchas, entre las cuales merece mencionarse la serie de corta trayectoria de James Franciscus The Investigators (1961). Además, en 1980 actuó junto a David Carradine en la película de tema aeronáutico Cloud Dancer.
Un momento destacado en la carrera de Salmi, en este caso como actor teatral, llegó en 1968 al ser elegido para actuar en la obra de Arthur Miller The Price, la cual fue representada en el circuito de Broadway y en Londres.
Salmi y Garner se divorciaron el 13 de marzo de 1963. Justo en esa época iniciaba su papel como el cómico Yadkin en la serie de televisión Daniel Boone, interpretada por Fess Parker.
Posteriormente se casó con Roberta Pollock Taper, con la que tuvo dos hijas. En 1990 ambos fueron encontrados muertos por disparos de arma de fuego en su domicilio en Spokane (Washington). Según la policía, Salmi, que en la época estaba separado de su esposa y que sufría una severa depresión, disparó a su mujer suicidándose a continuación. Los restos de Salmi fueron incinerados, y las cenizas depositadas en el Cementerio Greenwood Memorial Terrace de Spokane.